# Llista de capitals de comarca dels Països Catalans
Vet aquí una llista de les capitals de comarca dels Països Catalans, ordenades alfabèticament, amb la comarca a la qual corresponen indicada al costat de cadascuna.
| Índex A B C D E F G H I J K L M N O P Q R S T U V W X Y Z |

## A
- Ademús (Racó)
- Aiora (Vall de Cofrents)
- Alacant (Alacantí)
- Albocàsser (Alt Maestrat)
- Alcoi (Alcoià)
- l'Alcora (Alcalatén)
- Amposta (Montsià)
- els Angles (Capcir)

## B
- Balaguer (Noguera)
- Banyoles (Pla de l'Estany)
- Barcelona (Barcelonès)
- Benavarri (Baixa Ribagorça)
- Berga (Berguedà)
- la Bisbal d'Empordà (Baix Empordà)
- les Borges Blanques (Garrigues)
- Borriana (Plana Baixa)

## C
- Castelló de la Plana (Plana Alta)
- Ceret (Vallespir)
- Cervera (Segarra)
- Cirat (Alt Millars)
- Cocentaina (Comtat)

## D
- Dénia (Marina Alta)

## E
- Eivissa (Eivissa)
- Elda (Vinalopó Mitjà)
- Elx (Baix Vinalopó)
- Énguera (Canal de Navarrés)

## F
- Falset (Priorat)
- Figueres (Alt Empordà)
- Font-romeu (Alta Cerdanya)
- Fraga (Baix Cinca)

## G
- Gandesa (Terra Alta)
- Gandia (Safor)
- Girona (Gironès)
- Granollers (Vallès Oriental)

## I
- Igualada (Anoia)

## L
- Lleida (Segrià)
- Llíria (Camp de Túria)

## M
- Manresa (Bages)
- Maó (Menorca)
- Mataró (Maresme)
- Mollerussa (Pla d'Urgell)
- Montblanc (Conca de Barberà)
- Móra d'Ebre (Ribera d'Ebre)
- Morella (Ports)

## O
- Olot (Garrotxa)
- Ontinyent (Vall d'Albaida)
- Oriola (Baix Segura)

## P
- Palma (Mallorca)
- Perpinyà (Rosselló)
- el Pont de Suert (Alta Ribagorça)
- Prada (Conflent)
- Puçol (Horta Nord)
- Puigcerdà (Baixa Cerdanya)

## R
- Requena (Plana d'Utiel)
- Reus (Baix Camp)
- Ripoll (Ripollès)

## S
- Sabadell (cocapital del Vallès Occidental juntament amb Terrassa)
- Sagunt (Camp de Morvedre)
- Sant Feliu de Llobregat (Baix Llobregat)
- Sant Pau de Fenollet (Fenolleda, tot i que actualment la comarca no es considera part dels Països Catalans)
- Santa Coloma de Farners (Selva)
- la Seu d'Urgell (Alt Urgell)
- Silla (Horta Sud)
- Sogorb (Alt Palància)
- Solsona (Solsonès)
- Sort (Pallars Sobirà)

## T
- Tamarit de Llitera (Llitera)
- Tarragona (Tarragonès)
- Tàrrega (Urgell)
- Terrassa (cocapital del Vallès Occidental juntament amb Sabadell)
- Torrent (Horta Oest)
- Tortosa (Baix Ebre)
- Tremp (Pallars Jussà)

## V
- València (Ciutat de València, capital tradicional de l'Horta)
- Vall-de-roures (Matarranya)
- Valls (Alt Camp)
- el Vendrell (Baix Penedès)
- Vic (Osona)
- Vielha (Vall d'Aran)
- Vilafranca del Penedès (Alt Penedès)
- la Vila Joiosa (Marina Baixa)
- Vilanova i la Geltrú (Garraf)
- Villena (Alt Vinalopó)
- Vinaròs (Baix Maestrat)

## X
- Xàtiva (Costera)
- Xelva (Serrans)
- Xiva de Bunyol (Foia de Bunyol)